# إدغار غارسيا
إدغار غارسيا (بالإنجليزية: Edgar Garcia) هو فنان قتال مختلط أمريكي، ولد في 22 فبراير 1984 في بريان في الولايات المتحدة.

## وصلات خارجية
- إدغار غارسيا على موقع يو إف سي (الإنجليزية)
- إدغار غارسيا على موقع شيردوغ (الإنجليزية)
- إدغار غارسيا على موقع IMDb (الإنجليزية)
- إدغار غارسيا على موقع قاعدة بيانات الفيلم (الإنجليزية)